# Jacopo de’ Barbari

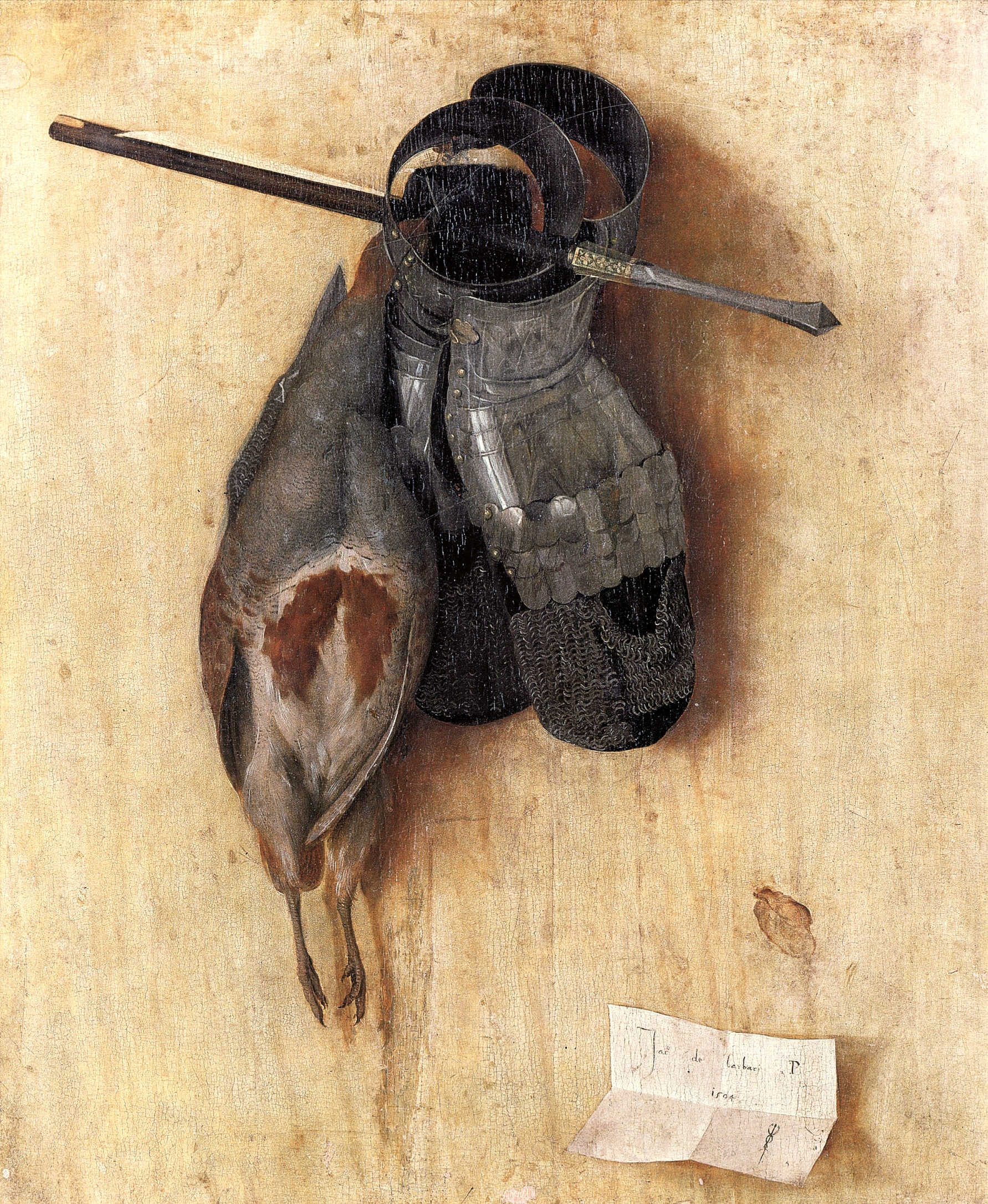
Jacopo de’ Barbari: Stillleben mit Rebhuhn und Eisenhandschuhen, 1504, Alte Pinakothek

Jacopo de’ Barbari, auch Jakob Walch oder Jakob der Welsche (* zwischen 1440 und 1470 in Venedig; † vor Juli 1516 in Mechelen) war ein italienischer Maler, Kupferstecher und Zeichner für den Holzschnitt, der an verschiedenen Orten nördlich der Alpen als Hofkünstler arbeitete.

## Geburtsjahr und Identität
Über Barbaris Jugendjahre ist sehr wenig bekannt, selbst sein richtiger Name war lange Zeit unklar. In Venedig könnte er der Maler Jacometto alias Jacomo alias Iacomo de Barberino Veneziano gewesen sein, dessen Werke Bestandteil verschiedener venezianischer Kunstsammlungen waren. Der Nürnberger Biograph Johann Neudörffer der Ältere erwähnt 1547 in seinem Werk über Nürnberger Künstler „Jacob, Walch genannt, Maler“, und da in Venedig zwischen 1479 und 1482 der deutsche Autor und Drucker Georg Walch lebte, der vom Alter her sein Vater hätte sein können, hat man lange spekuliert, er sei dieser. Seit eine Quittung aus dem Jahre 1510 gefunden wurde, die die Unterschrift „Jacobus de Barbaris“ trägt, sind die Spekulationen zu Ende. Bereits Paul Kristeller gab 1908 an, dass die Gleichsetzung Barbaris mit Jacob Walch allgemein anerkannt sei. Er bezweifelte jedoch, dass dieser mit dem Miniaturmaler Jacometto identisch wäre.
Aus Nürnberg stammt eine vermeintliche Information zu seinem Geburtsdatum: Der Nürnberger Kupferstecher Johann Fennitzer (1611–1688) hinterließ ein fiktives Porträt de’ Barbaris mit der Inschrift „Jacob Walch Maler in Nürnberg A. 1436“, seinem angenommenen Geburtsjahr. Da sich viele Bilder von Fennitzer als Erfindungen erwiesen haben, kann auch dieses Datum bezweifelt werden. Eine neuere Studie vermutet 1475 als Geburtsdatum. Als Geburtsort ist Venedig mittlerweile allgemein anerkannt.
Da sein Stil dem der Vivarini ähnelt, ging Kristeller davon aus, dass er ein Schüler dieser Maler war und in ihrer Art gearbeitet hat. Bis zum Ende des 15. Jahrhunderts soll er sich in Venedig aufgehalten haben. Dort soll er 1494 bis 1495 Albrecht Dürer erstmals begegnet sein. De’ Barbari orientierte sich unter anderem an Giovanni Bellini.

## Der Venedigplan von 1500

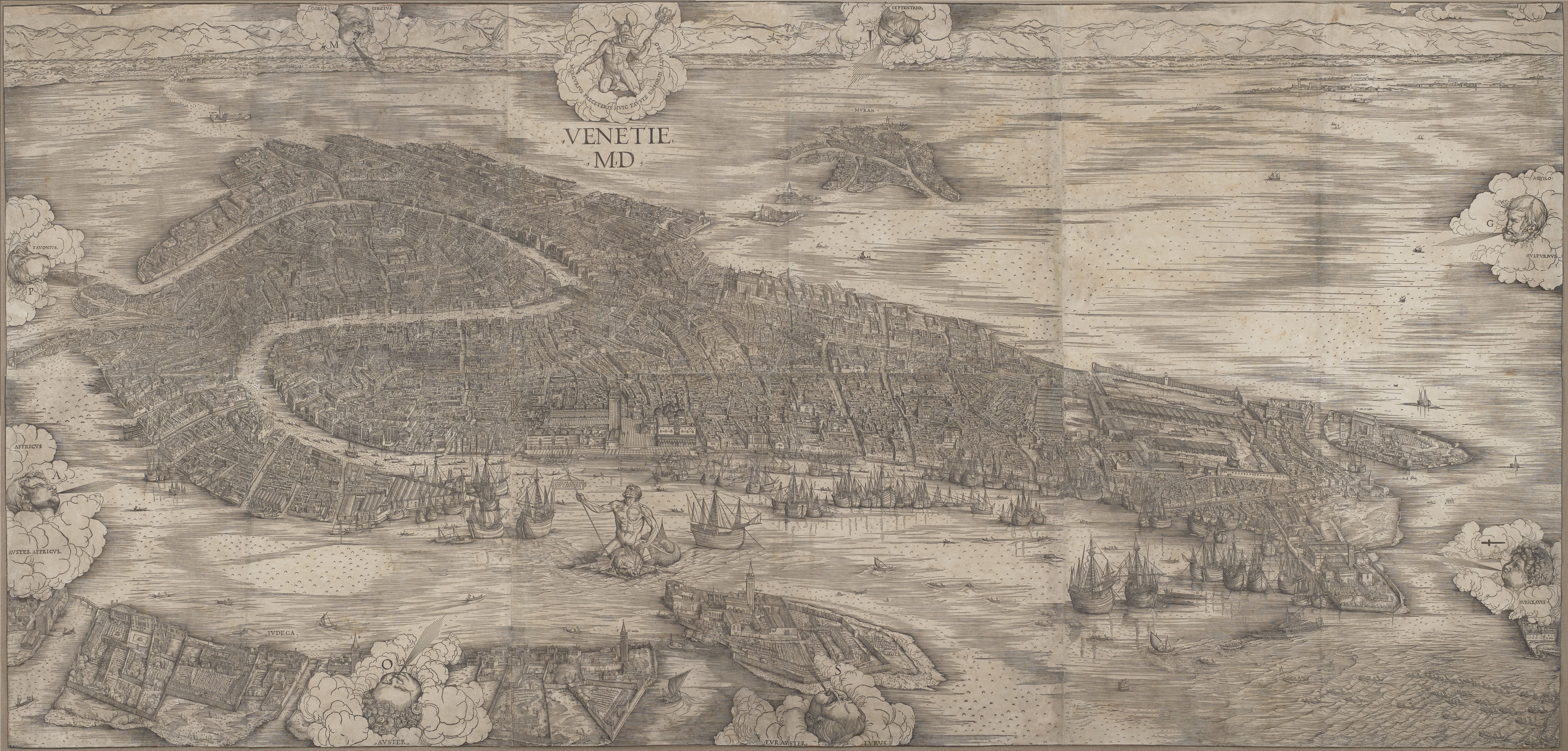
De’ Barbaris Plan von Venedig, Minneapolis Institute of Art

Ab 1497 fertigte er für den Buchdrucker und Verleger Anton Kolb (1471–1541) eine große Ansicht vom Venedig des Jahres 1500. Dieser Plan, der Venedig aus der Vogelperspektive zeigt, ist ein Meisterwerk der Druckgrafik seiner Zeit. Drei Jahrhunderte lang wurden die sechs hölzernen Druckstöcke dieses Venedigplans verwendet. Drucke davon finden sich in vielen Museen Europas, etwa in Venedig, London, Sankt Petersburg, Krakau, Frankfurt am Main, Leipzig, Coburg, Berlin, Dresden, München, Weimar, Erlangen und nicht zuletzt im Germanischen Nationalmuseum in Nürnberg. Insgesamt existieren weltweit noch elf Exemplare aus dem Jahr 1500, alle andere Drucke stammen von 1514 oder danach. Die sechs Originalholzplatten werden in Venedig im Museum Correr gezeigt. Das besondere an de’ Barbaris Venedigplan ist die sehr detailtreue Wiedergabe der Lagunenstadt; immer wieder werden Details aus diesem Druck benutzt, um Gebäude Venedigs aus der Zeit um 1500 zu zeigen. Die für die Entstehungszeit außergewöhnlichen Dimensionen des Plans – insgesamt 139 × 282 cm – ergeben ein imposantes Bild der Lagunenstadt.

## Königlicher Hofmaler in Nürnberg
1500 ging Jacopo de’ Barbari nach Deutschland, wo er unter dem Namen Jakob Walch (der Welsche) in der damals neuen Stellung eines Hofmalers nach antikem Vorbild zu großem Ansehen gelangte. Zuerst stand er als „Contrafeter und Illuminist“ ab dem 8. April 1500 in Nürnberg im Dienst des Königs (und späteren Kaisers) Maximilian I. Dort traf er Albrecht Dürer, der später berichtete, dass Jacopo de’ Barbari ihn in die Proportionslehre der Malerei eingeführt habe. Eine Quelle des späten 16. Jahrhunderts nennt ihn als Lehrer von Hans von Kulmbach, was wohl übertrieben ist, auch wenn sich ein deutlicher Einfluss nachweisen lässt. Ebenfalls als sein Schüler wird Matthias Grünewald angegeben. In Nürnberg gibt es zahlreiche Werke anderer Künstler, in denen sein Einfluss bemerkbar ist, z. B. Hans Vischers Apollo-Figur und das Sebaldusgrab.
Eine Abrechnung zwischen ihm und Anton Kolb einerseits und dem König andererseits erfolgte Anfang 1504, so dass er auch hier vermutlich mit Kolb zusammenarbeitete, der ihn dem König anempfohlen haben soll.

## Kurfürstlicher Hofmaler in Sachsen
Von 1503 bis 1505 war er Hofmaler Friedrichs III. von Sachsen und arbeitet teilweise zusammen mit Lucas Cranach dem Älteren. In den Urkunden wird er mit seinem vollen Namen oder „Meister Jacob der weylische oder wellische Maler“ genannt. Er war in Torgau, Naumburg, Weimar und in Wittenberg tätig. Hier soll er die Gemälde des Schlosses, die überwiegend Gegenstände aus der Mythologie und der römischen Geschichte zeigen, angefertigt haben. Im August 1504 traf er erneut mit Dürer zusammen. Er lebte in der Residenzstadt Wittenberg, zeitweise auch auf dem Jagdschloss Lochau (heute Annaburg) und verkehrte in den Humanistenkreisen der 1502 neugegründeten Universität. Aus dieser Zeit stammt das berühmte Münchner Stillleben „Rebhuhn und Eisenhandschuhen“, welches die erste autonome und signierte Darstellung von unbelebten Gegenständen in der nachantiken Malerei darstellt. Barbaris Nachfolger als kursächsischer Hofmaler wurde Lucas Cranach der Ältere.

## Kurfürstlicher Hofmaler in Brandenburg
Anschließend war de’ Barbari beim brandenburgischen Kurfürsten Joachim I. tätig. Für den Kurfürsten fertigte er unter anderem Bildnisse der Prinzessin Ursula, der Tochter des Kurfürsten Johann von Brandenburg und ihres Gemahls, des Herzogs Herzog Heinrich V. von Mecklenburg.

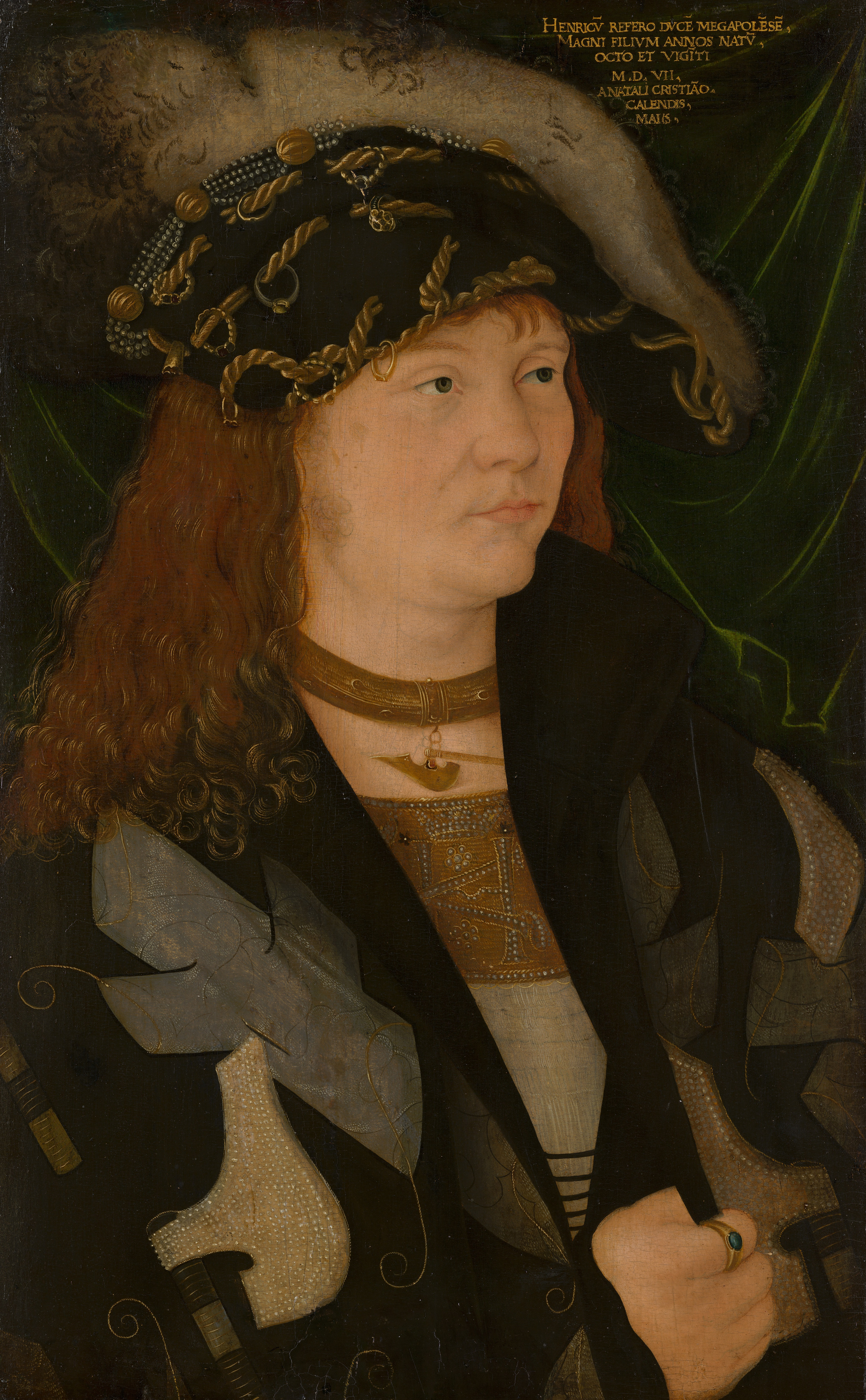
Jacopo de’ Barbari, Herzog Heinrich V. von Mecklenburg, 1507, Mauritshuis
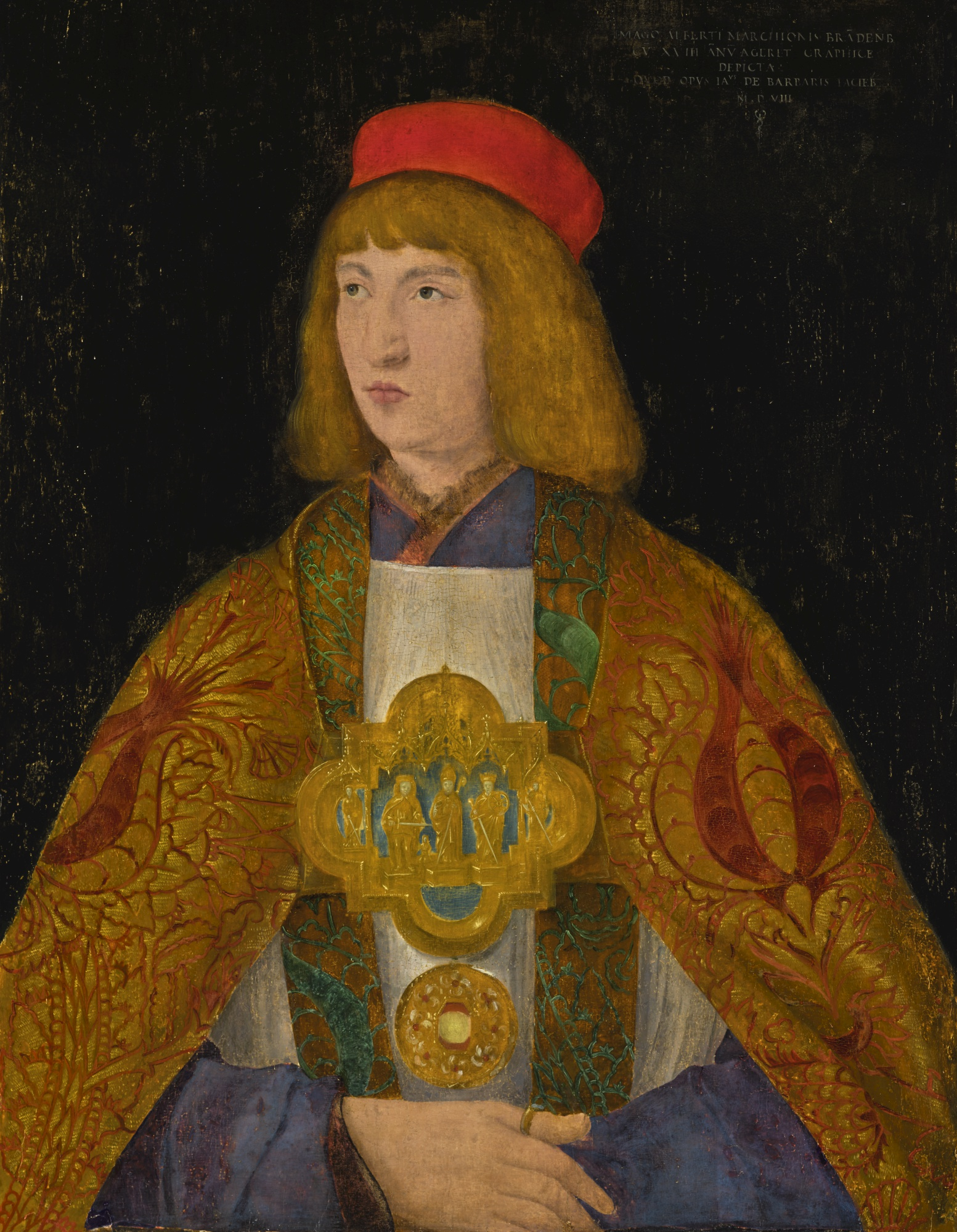
Jacopo de’ Barbari, Kardinal Albrecht von Brandenburg

## Wirken in Mechelen
Nach seinem Aufenthalt in Brandenburg kam er in die Niederlande, wo er von Gerardus Noviomagus als Maler des Grafen Philipp von Burgund genannt wurde. Seit 1510 stand de’ Barbari als „varlet de chambre et peintre“ dann in den Diensten der Schwester des Herzogs, der österreichischen Statthalterin Erzherzogin Margarete in Mechelen, die ihm am 1. März 1511 „in Ansehung seiner guten und dauernden Dienste und in Anbetracht seines Alters und seiner Gebrechlichkeit eine Pension von 100 livres anweist“. In den Inventaren von 1515 und 1516 wird er als verstorben bezeichnet, so dass er nach 1511 und vor 1516 verstorben sein muss. Hier fertigte er zuletzt ein großes Bild mit einem Armbrustschützen mit seinem Begleiter und einem Hirschkopf, einen heiligen Antonius, ein Kruzifix, den Kopf eines Portugiesen sowie ein Bildnis der Fürstin. Des Weiteren stammen 23 gestochene und zum Abdruck benutzbare Kupferplatten. Als Dürer im Jahr 1521 nach Mechelen kam, um von der Herzogin das Skizzenbuch Barbaris zu erbitten, hatte diese es bereits ihrem neuen Hofmaler versprochen.

## Sein Werk

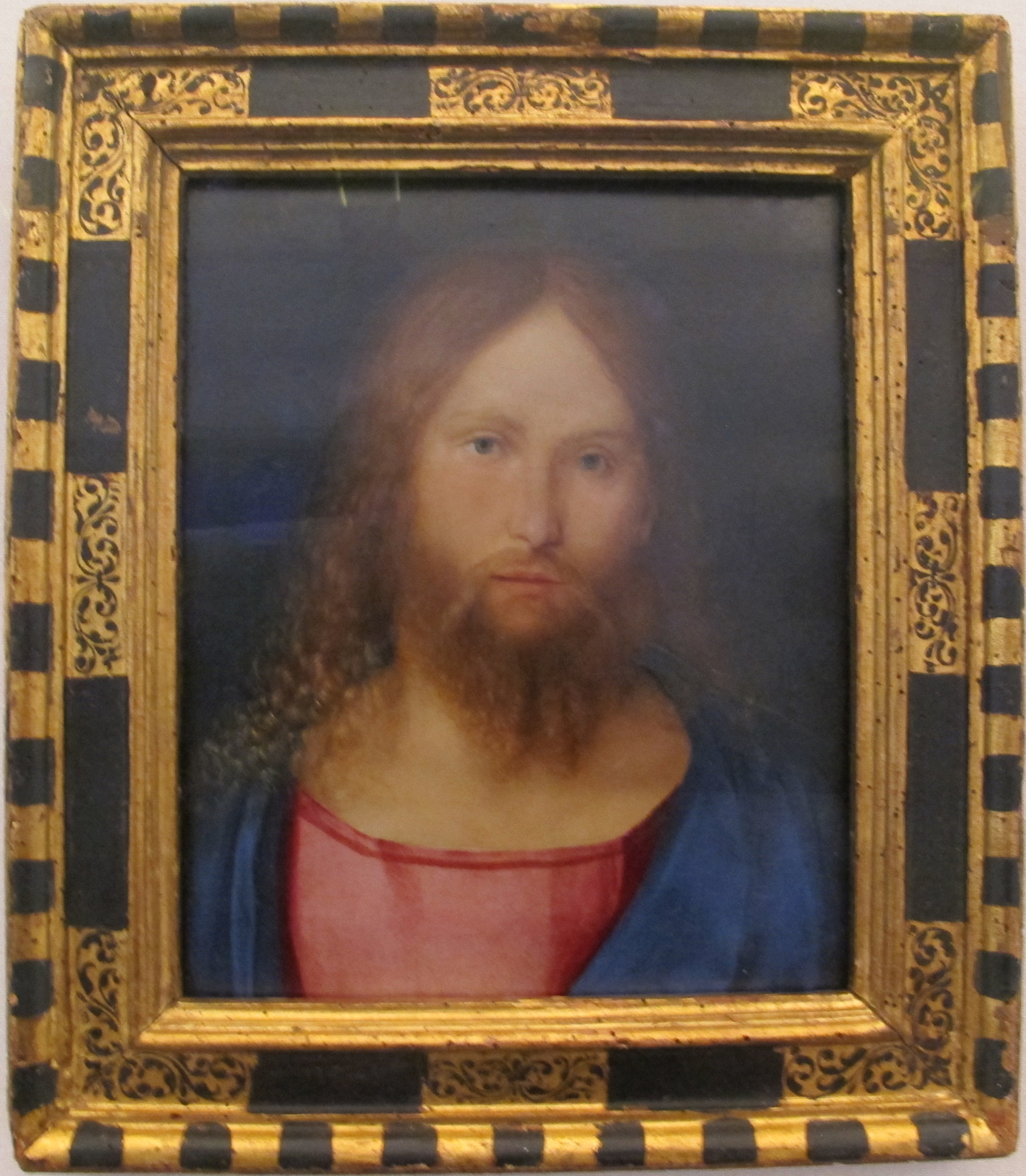
Christuskopf, um 1503

Seine Gemälde sind selten. Eine Madonna mit zwei Heiligen in Paris und eine Madonna mit zwei Heiligen und der Stifterin im Berliner Museum zeigen noch ganz die bellineske Art. Die Galerie zu Weimar besitzt einen Christuskopf, die Alte Pinakothek in München ein Stillleben von 1504.
- Brustbild eines … Imhoff, Ratsherrn zu Nürnberg, in ganzer Ansicht.[11]

Seine Gemälde und Kupferstiche tragen meist einen Merkurstab als Zeichen. Daher wird er auch Meister mit dem Caduceus genannt.
Die Gemäldegalerie Alte Meister in Dresden bewahrt drei Gemälde aus dem Nachlass Lucas Cranach d. J. auf: Der segnende Christus, Die heilige Barbara, Die heilige Katharina.